# Humococcus resinophila
Humococcus resinophila är en insektsart som först beskrevs av Green 1916.  Humococcus resinophila ingår i släktet Humococcus och familjen ullsköldlöss. Inga underarter finns listade i Catalogue of Life.